# Klaus Probst
Klaus Probst (* 19. Juni 1953 in Nürnberg) ist ein deutscher Manager.

## Leben
Probst studierte von 1975 bis 1980 Chemie-Ingenieurwesen an der Friedrich-Alexander-Universität Erlangen-Nürnberg und promovierte anschließend berufsbegleitend 1982 zum Dr.-Ing. 1980 trat er als Planungsingenieur in die Großkraftwerk Franken AG ein und wurde später Hauptabteilungsleiter. Probst arbeitete ab 1989 im Kabelbereich der Leoni AG als Werksleiter in Roth. 1997 wurde er stellvertretendes Vorstandsmitglied und 1999 ordentliches Mitglied. Im Juni 2002 folgte er Ernst Thoma als Vorstandsvorsitzender nach. Am 17. Februar 2006 wurde er zum Aufsichtsrat der Grammer AG gewählt und ist seit 26. Mai 2011 dessen Vorsitzender. Am 7. Mai 2015 trat der als Vorstand der Leoni AG zurück. In der Hauptversammlung der Leoni 2017 wurde er zum Aufsichtsrat und in der anschließenden Aufsichtsratssitzung zum Aufsichtsratsvorsitzenden gewählt, dem er bis zum 25. Mai 2022 angehörte.
Er sitzt auch im Aufsichtsrat der Zapp AG und ist im Beirat der Deutschen Bank, der Diehl Stiftung und der Richard Bergner Holding, Schwabach.
Probst ist verheiratet und hat zwei Kinder.